# Plážová házená

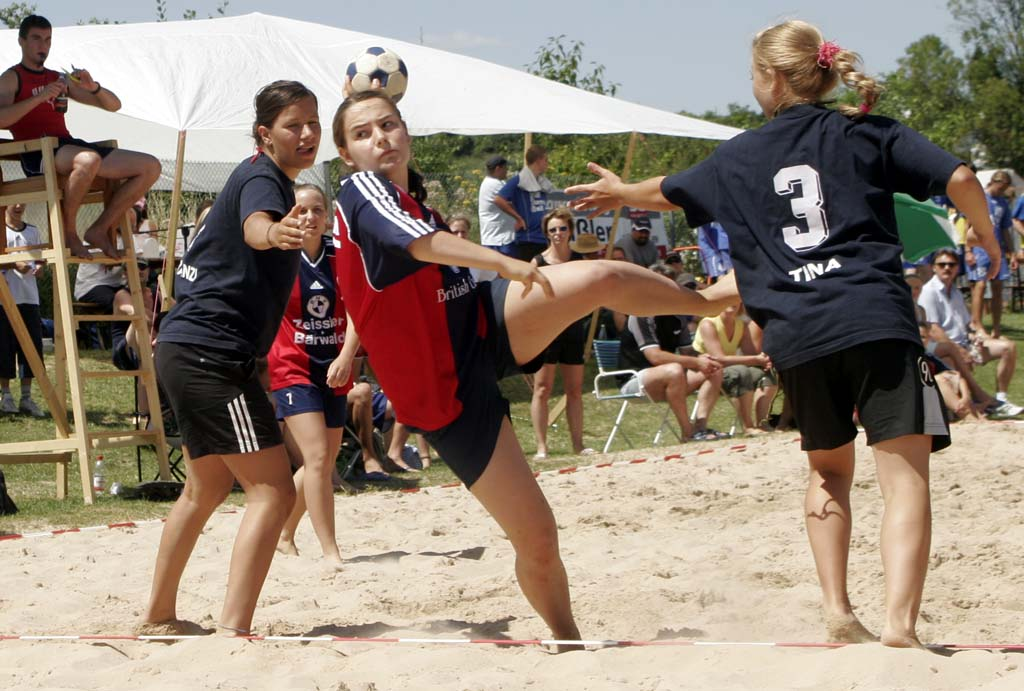
Plážová házená

Plážová házená je týmový sport, kde dva týmy se snaží házením a střílením vhodit míč do branky soupeře. Hra je podobná mezinárodní házené. Hraje ve 4 hráčích (3 hráči v poli a jeden brankář). Hraje se na pískovém hřišti o rozměrech 12x27 metrů. Rozměry branky jsou stejně jako u mezinárodní házené 3x2 metry.
Anglický název je beach handball.

## Historie
První čistě beachhandballový klub v České republice byl založen v roce 1997 – Beach Handball Club Královo Pole. Ve stejném roce se konal i první turnaj v plážové házené v ČR – bylo to ve Slavkově u Brna.
Hra se dělí na dvě poloviny, pokud oba týmy vyhrají jeden z poločasů následuje tzv. trhákový rozstřel. V tomto sportu platí jak gól za jeden bod též platí gól za dva body tj. pokud hráč udělá parádičku nebo pokud dá gól brankář.